# ÖHB-Pokal der Frauen 2023/24
Der ÖHB-Pokal der Frauen 2023/24 war die 37. Austragung des österreichischen Handballpokalwettbewerbs für Vereinsmannschaften der Frauen.

## Hauptrunden

### 1. Runde
| Datum, Uhrzeit          | Heimmannschaft                                 | Ergebnis          | Gastmannschaft                            |
| ----------------------- | ---------------------------------------------- | ----------------- | ----------------------------------------- |
| 8. Okt. 2023, 18:00 Uhr | Handball Wölfe Wien (LL) 5 Cegar               | 19 : 48 (9 : 21)  | JAGS WV Wr. Neustadt (1L) 9 Kovacs        |
| 8. Okt. 2023, 18:30 Uhr | GKL Krems - Langenlois (2L) 7 Provin, Aschauer | 28 : 23 (14 : 12) | Union St. Pölten (1L) 11 Urch             |
| 7. Okt. 2023, 14:00 Uhr | Handball Tirol (LL) 7 Graf                     | 19 : 44 (8 : 21)  | UHC Tulln (1L) 8 Zeitelberger             |
| 7. Okt. 2023, 16:30 Uhr | UHT Telfs Meinhardinum (LL) 6 Waldhart         | 19 : 44 (9 : 18)  | UHC Eggenburg (2L) 7 Schuhäker            |
| 7. Okt. 2023, 17:15 Uhr | WAT Fünfhaus 2 (LL) 9 Geischläger              | 24 : 35 (11 : 21) | UHC Graz (2L) 14 Lindschinger             |
| 7. Okt. 2023, 18:00 Uhr | UHC Hollabrunn (2L) 7 Magyari                  | 19 : 37 (11 : 18) | UHC Stockerau (1L) 6 Skalicanova, Lovric  |
| 7. Okt. 2023, 17:15 Uhr | SSV Dornbirn Schoren (1L) 5 Zaric              | 21 : 17 (12 : 11) | BT Füchse (1L) 8 Kristl                   |
| 7. Okt. 2023, 18:30 Uhr | SHC-Damen (LL) 10 Milinovic                    | 23 : 42 (11 : 21) | SK Traun (2L) 14 Radulovic                |
| 7. Okt. 2023, 19:00 Uhr | UHC Gänserndorf (RL) 7 Prager                  | 21 : 33 (10 : 18) | Union Korneuburg (1L) 7 Klammer           |
| 7. Okt. 2023, 19:30 Uhr | SG TV Gleisdorf/HC Weiz (2L) 8 Seidler         | 23 : 29 (10 : 14) | HIB Handball Graz (1L) 8 Spalt            |
| 7. Okt. 2023, 20:00 Uhr | HC Lustenau (LL) 6 Reiter                      | 20 : 40 (7 : 19)  | HC BW Feldkirch (1L) 6 Hartl              |
| 7. Okt. 2023, 20:00 Uhr | Alpla HC Hard (2L) 8 Ratz                      | 29 : 37 (11 : 18) | Perchtoldsdorf Devils (2L) 9 Walka, Mausz |

### Achtelfinale
| Datum, Uhrzeit           | Heimmannschaft                           | Ergebnis          | Gastmannschaft                               |
| ------------------------ | ---------------------------------------- | ----------------- | -------------------------------------------- |
| 10. Nov. 2023, 20:00 Uhr | JAGS WV Wr. Neustadt (1L) 10 Menedez     | 26 : 24 (9 : 16)  | HIB Handball Graz (1L) 6 Mrazovic, Davidovic |
| 11. Nov. 2023, 16:00 Uhr | SK Traun (2L) 5 Klepatsch                | 20 : 37 (12 : 19) | WAT Atzgersdorf (1L) 6 Gschwentner           |
| 11. Nov. 2023, 18:30 Uhr | GKL Krems - Langenlois (2L) 11 Hiesinger | 41 : 37 (18 : 15) | UHC Eggenburg (2L) 9 Katona                  |
| 11. Nov. 2023, 19:00 Uhr | Perchtoldsdorf Devils (2L) 6 Mausz       | 17 : 43 (8 : 20)  | Hypo NÖ (1L) 9 Wess                          |
| 11. Nov. 2023, 19:00 Uhr | MGA Fivers (1L) 10 Prevendar             | 31 : 34 (14 : 18) | UHC Tulln (1L) 11 Nejedlikova                |
| 11. Nov. 2023, 20:20 Uhr | UHC Graz (2L) 7 Haidvogl                 | 18 : 28 (9 : 16)  | SC Ferlach (1L) 9 Voncina                    |
| 12. Nov. 2023, 16:00 Uhr | SSV Dornbirn Schoren (1L) 6 Gladovic     | 26 : 17 (9 : 9)   | Union Korneuburg (1L) 6 Klammer              |
| 25. Nov. 2023, 17:00 Uhr | UHC Stockerau (1L) 7 Hart                | 30 : 23 (15 : 11) | HC BW Feldkirch (1L) 7 Bohle                 |

### Viertelfinale
| Datum, Uhrzeit           | Heimmannschaft                                      | Ergebnis          | Gastmannschaft                     |
| ------------------------ | --------------------------------------------------- | ----------------- | ---------------------------------- |
| 17. Feb. 2024, 16:30 Uhr | WAT Atzgersdorf (1L) 7 Nagy                         | 32 : 27 (18 : 11) | SC Ferlach (1L) 10 Brezenci        |
| 17. Feb. 2024, 18:00 Uhr | Hypo NÖ (1L) 8 Neidhart                             | 39 : 20 (19 : 10) | JAGS WV Wr. Neustadt (1L) 5 Kovacs |
| 17. Feb. 2024, 18:00 Uhr | GKL Krems - Langenlois (2L) 7 Aschauer              | 25 : 29 (18 : 11) | UHC Tulln (1L) 8 Nejedlikova       |
| 17. Feb. 2024, 19:00 Uhr | SSV Dornbirn Schoren (1L) 4 Brändle, Szeder, Kovàcs | 28 : 30 (12 : 17) | UHC Stockerau (1L) 11 Jenickova    |

### Halbfinale
| Datum, Uhrzeit           | Heimmannschaft                | Ergebnis          | Gastmannschaft                |
| ------------------------ | ----------------------------- | ----------------- | ----------------------------- |
| 30. März 2024, 17:00 Uhr | WAT Atzgersdorf (1L) 6 Tesche | 22 : 24 (16 : 12) | Hypo NÖ (1L) 7 Kovacs         |
| 30. März 2024, 19:00 Uhr | UHC Stockerau (1L) 9 Hart     | 37 : 24 (16 : 9)  | UHC Tulln (1L) 12 Nejedlikova |

## Finale
| Hypo NÖ      | Hypo NÖ               | Hypo NÖ     | Hypo NÖ | Hypo NÖ    | 37 (20) | - | 22 (10) | UHC Stockerau | UHC Stockerau | UHC Stockerau | UHC Stockerau         | UHC Stockerau |
| ------------ | --------------------- | ----------- | ------- | ---------- | ------- | - | ------- | ------------- | ------------- | ------------- | --------------------- | ------------- |
| Rückennummer | Spieler               | Gelbe Karte |         | Rote Karte | Tore    |   | Tore    | Gelbe Karte   |               | Rote Karte    | Spieler               | Rückennummer  |
| 3            | Nora Leitner          |             | 1       |            | 2       |   | 0       |               |               |               | Mateja Serafimova     | 1             |
| 6            | Mirela Dedic          |             |         |            | 4       |   | 0       |               |               |               | Viktoria Jenickova    | 2             |
| 7            | Ines rein Lorenzale   |             |         |            | 2       |   | 0       |               |               |               | Johanna Wostal        | 3             |
| 9            | Patricia Kovacs       |             |         |            | 10      |   | 6       |               |               |               | Sandra Hart           | 5             |
| 10           | Andrea Pavkovic       |             |         |            | 4       |   | 0       |               |               |               | Larissa Schober       | 8             |
| 15           | Claudia Wess          |             |         |            | 4       |   | 0       |               | 1             |               | Hannah Feuerstein     | 9             |
| 17           | Johanna Bauer         |             | 2       |            | 1       |   | 0       |               |               |               | Isabel Bernhard       | 12            |
| 18           | Anastasia Kostovski   |             |         |            | 2       |   | 2       |               |               |               | Carina Chowojka       | 14            |
| 21           | Petra Blazek          |             |         |            | 0       |   | 1       |               |               |               | Carina Gangl          | 17            |
| 27           | Patricia Tomic-Kesina |             |         |            | 1       |   | 1       |               |               |               | Nina Müller           | 19            |
| 28           | Nina Plavotic         |             |         |            | 0       |   | 1       |               |               |               | Anna Habermüller      | 20            |
| 33           | Stephanie Reichl      |             |         |            | 0       |   | 3       |               | 1             |               | Diana Michálková      | 21            |
| 48           | Nina Neidhart         |             | 1       |            | 2       |   | 2       |               |               |               | Viktoria Mauler       | 23            |
| 55           | Katrin Betz           |             |         |            | 1       |   | 2       |               |               |               | Maria-Elena Lauermann | 25            |
| 89           | Eleonora Stankovic    |             |         |            | 2       |   | 1       |               |               |               | Anja Lovric           | 34            |
| 94           | Johanna Stojanovic    |             |         |            | 2       |   | 3       |               |               |               | Melissa Begovic       | 99            |
| Trainer      | Ferenc Kovacs         |             |         |            |         |   |         |               |               |               | Pavel Franko          | Trainer       |

Schiedsrichter: Raphael Löschnig  & Florian Hug